# Castello Ducale Cantelmo
Das Castello Ducale Cantelmo ist die Ruine einer Höhenburg an den Hängen des Monte Morrone über dem historischen Zentrum der Gemeinde Popoli Terme in der Region Abruzzen.

## Geschichte

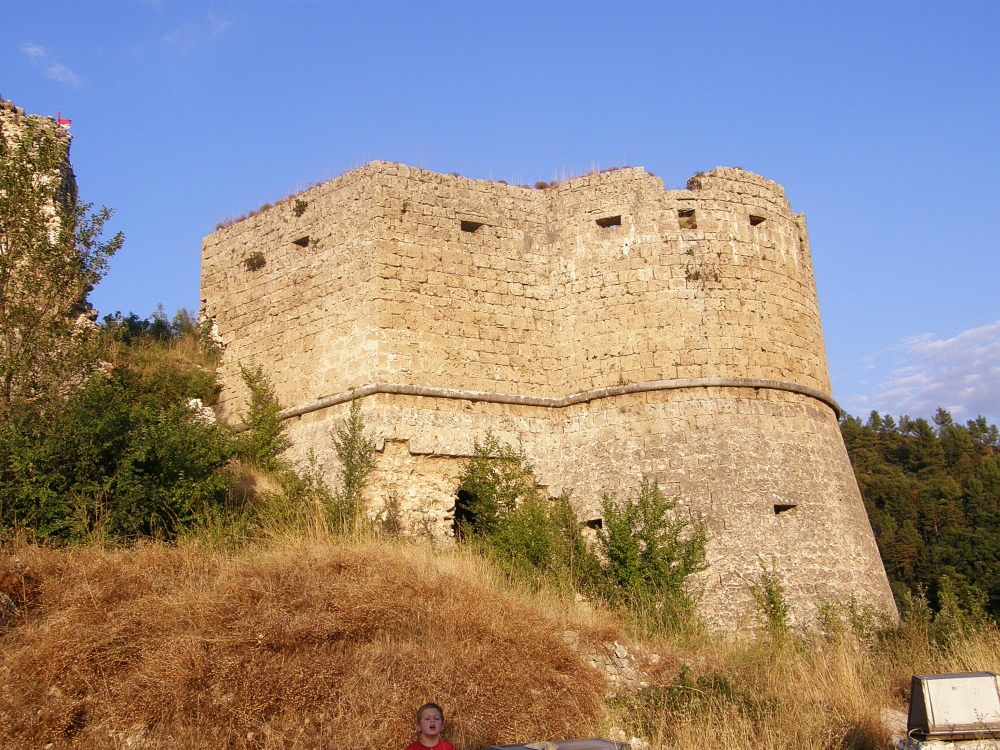
Castello Ducale Cantelmo in Popoli

Die Burg wurde um einen langobardischen Turm aus dem 11. Jahrhundert herum zur Bewachung des Übergangs über die Schluchten von Popoli und zum Schutz der Abteikirche San Clemente a Casauria erbaut. Die dreieckige Maueranlage, wie sie heute zu sehen ist, ließ der Bischof von Valva, Tidolfo, in den Jahren 1000–1015 bauen, aber sie wurde Ende des 15. Jahrhunderts von den Cantelmi, den Feudalherren von 1269 bis zum Ende des 17. Jahrhunderts, grundlegend umgebaut. Mitte der 1000er-Jahre riss der Graf von Manoppello, Ugo Malmozzetto, der das Tal deutlich kontrollierte, die Burg im Auftrag von Robert I. von Loritello an sich und vertraute sie einem seiner Leutnants an. Der Chronicon Casauriense erwähnt eine Anekdote, in der der Graf Ugo Malmozzotto, ein unkonventioneller und machtgieriger Mann, 1097 von einer Prinzessin der benachbarten Festung von Prezza mit einer List in die Nähe der Burg gelockt wurde, die in den Dokumenten „Castrum Pauperim“ genannt wird. Ugo Malmozzotto sei von ihren Brüdern, die gekommen seien, um ihn zu überfallen, gefangen und getötet worden.
Die Burg diente den Cantelmi bis 1480 als Residenz und wurde dann in den Palazzo Ducale di Popoli (dt.: Palast der Grafen von Popoli) umgewandelt. In den Jahren der Herrschaft der Cantelmi, die 1269 im Gefolge Karls von Anjou in die Abruzzen gelangt waren, wurde die Burg vor allem in der aragonesischen Zeit nach dem Erdbeben von 1456 umgebaut. Dafür ist der große, zylindrische Südturm ein Beispiel, wogegen der fünfeckige Turm, das sogenannte „Obere Männchen“, im alten Stil eines unregelmäßigen Fünfecks verändert wurde.
Die Burg ähnelt in ihrer Anlage anderen normannischen Festungen in den Abruzzen in der Provinz L’Aquila, wie den Burgen von Bominaco, San Pio delle Camere, Barisciano und Stiffe. Anfangs flüchtete sich die Bevölkerung zur Verteidigung gegen Angriffe in die dreieckige Einfriedung, aber zwischen dem 13. und dem 14. Jahrhundert, als sich die Siedlung Popoli weiter ins Tal erstreckte (der älteste Teil der Siedlung umfasst das Gebiet zwischen den Kirchen San Lorenzo und Santissima Trinità), verlor die Burg immer mehr ihre strategische Bedeutung.
Tatsächlich zogen die Cantelmi mit dem Grafen Restaino in die Nähe des gleichnamigen gräflichen Palastes mit der schönen Renaissance-Loggia, der zwischen der Via Cavour (früher Via del Colle) und der Piazza Regina Margherita (früher Piazza della Libertà) liegt. Dessen Komplex öffnet sich wie eine Art von Trapez gegen die Treppe der „Zwillingskirchen“.
Die Burg wurde beim Erdbeben von 1706 schwer beschädigt und nicht mehr aufgebaut. In einem Kupferstich aus dem 19. Jahrhundert kann man noch als Überbleibsel eine Loggia im Renaissancestil sehen, die inzwischen nicht mehr existiert. Nach dem Erdbeben von 2009 sind umfangreiche Erhaltungsarbeiten, einschließlich der Restaurierung der Türme, die zwischen 2012 und 2015 abgeschlossen wurde, und der Modernisierung des Zugangssteiges von Popoli Terme aus, der schon in den 1920er-Jahren vom bekannten Ingenieur Corradino D’Ascanio trassiert worden war, notwendig geworden.

## Beschreibung
Die Festung steht an der Strada statale Tiburtina über Popoli. Sie ist eine „eingefriedete Burg“, ähnlich anderen Anlagen in der benachbarten Provinz L’Aquila, wie z. B. den Burgen von San Pio delle Camere, Barisciano oder Fossa.
Die Maueranlage ist dreieckig und an der höchsten Ecke findet sich der ursprüngliche, fünfeckige Ausguckturm, wogegen sich weiter unten ein quadratischer und ein zylindrischer Turm finden, die später erbaut wurden. Den großen, zylindrischen Turm, der besonders dem Renaissancestil entspricht, ließ Graf Restaino IV. Cantelmo erbauen.
Die Burg, deren Ruinen kürzlich restauriert wurden, kann besichtigt werden.